# Нова-Портейринья
Нова-Портейринья (порт. Nova Porteirinha) — муниципалитет в Бразилии, входит в штат Минас-Жерайс. Составная часть мезорегиона Север штата Минас-Жерайс. Входит в экономико-статистический микрорегион Жанауба. Население составляет 7624 человека на 2006 год. Занимает площадь 121,017 км². Плотность населения — 63,0 чел./км².

## История
Город основан 21 декабря 1995 года. 

## Статистика
- Валовой внутренний продукт на 2003 год составляет 30 563 001,00 реалов (данные: Бразильский институт географии и статистики).
- Валовой внутренний продукт на душу населения на 2003 год составляет 4066,39 реалов (данные: Бразильский институт географии и статистики).
- Индекс развития человеческого потенциала на 2000 год составляет 0,685 (данные: Программа развития ООН).